# 富田郡
富田郡（とみたぐん）は、8世紀の日本の陸奥国（後の陸前国、現在の宮城県中部の内陸）に置かれた郡の一つである。728年頃に設置され、799年に色麻郡に合併して消滅した。位置はその後の色麻郡の一部だが、同郡のどの部分にあたるは不明である。色麻郡は後に賀美郡の一部となった。

## 解説
黒川郡以北十一郡に赤雪が降って2寸積もったと、天平14年（742年）1月23日に陸奥国が報告したという記事が、『続日本紀』にある。その11郡に何が入るかは不明なのだが、この後も宝亀元年（770年）4月1日に「黒川・賀美等一十郡」の俘囚が俘囚の名を除いてほしいと願い出たことが見える。現代の歴史学者は、この10または11郡は、神亀5年（728年）頃の丹取郡廃止を受けて、現在の宮城県中部に一斉に設けられた小さな郡の集合であろうと推測している。
10郡の1つとして富田郡があったことは、『日本後紀』延暦8年（789年）8月30日の記事で知れる。その日、蝦夷との戦争での疲弊を理由に黒川等10郡が2年間租を免じられることになった。列挙された10郡の中に、富田郡が見える。これが富田郡の文献初見である。
その後、延暦16年（797年）1月13日には、富田郡の人丸子部佐美らが大友安積連の姓を与えられた。
延暦18年（799年）3月7日に、色麻郡に合併して消滅した。